# Cressida (maan)
Cressida is een maan van Uranus. De maan is in 1986 ontdekt door Voyager 2. Cressida is genoemd naar de dochter van een Trojaanse priester en overloper uit Shakespeares stuk Troilus and Cressida.
Miranda · Ariel · Umbriel · Titania · Oberon

Cordelia · Ophelia · Bianca · Cressida · Desdemona · Juliet · Portia · Rosalind · Cupid · Belinda · Perdita · Puck · Mab · Francisco · Caliban · Sycorax · Margaret · Prospero · Setebos · Stephano · Trinculo · Ferdinand